# روجر جي. باري
روجر جي. باري (بالإنجليزية: Roger G. Barry)‏ هو أخصائي علم المناخ وجغرافي أمريكي، ولد في 13 نوفمبر 1935، وتوفي في 19 مارس 2018.